# Max Byschl
Max Byschl (* 26. September 1856 in Garmisch-Partenkirchen; † 26. Januar 1931 ebenda) war ein deutscher Apotheker und Gründer der Sektion Garmisch-Partenkirchen des Deutschen und Österreichischen Alpenvereins.

## Leben

### Herkunft und Familie
Max Byschl wurde als Sohn des Apothekers Dr. Josef Byschl und dessen Ehefrau Mathilde Kaiser geboren. Er war dreimal verheiratet 1890 mit Josefine Vielmetti († 13. Juli 1912) aus St. Maria Maggiore, 18. November 1915 mit Marie Arnold aus Kork bei Kehl, die er 1913 während einer Kur in Baden-Baden kennengelernt hatte, 8. Dezember 1930 in Garmisch Anna Schuster aus Mindelheim.

### Ausbildung und Beruf
Nach dem Abitur am Gymnasium München 1873 begann er mit einem Studium der Pharmazie, brach dieses bereits 1874 ab, um seinen Militärdienst als Einjährig-Freiwilliger zu leisten. Das militärische Leben sagte ihm so zu, dass er sich entschloss, dort zu bleiben. 1876 wurde er Portepeefähnrich im 3. Feldartillerieregiment und absolvierte die Kriegsschule. Befallen von der Typhus-Epidemie, die hier ausgebrochen war, musste er 1884 seine militärische Laufbahn als Premierleutnant beenden. Er kehrte nach Garmisch-Partenkirchen zurück, um in der Apotheke seines Vaters mitzuarbeiten. Neben dieser Beschäftigung setzte er sein Pharmaziestudium fort und schloss dieses 1890 mit der Note sehr gut ab.
Nach dem Tode seines Vaters im Juni 1892 führte er dessen Apotheke alleine weiter. Aus gesundheitlichen Gründen musste er seine Apotheke 1920 verpachten. Nach einem Schlaganfall im Jahre 1926 löste er das Pachtverhältnis zwei Jahre später auf, bis er den Betrieb zum 1. April 1929 endgültig verkaufte, nachdem seine zweite Frau im Februar verstorben war.

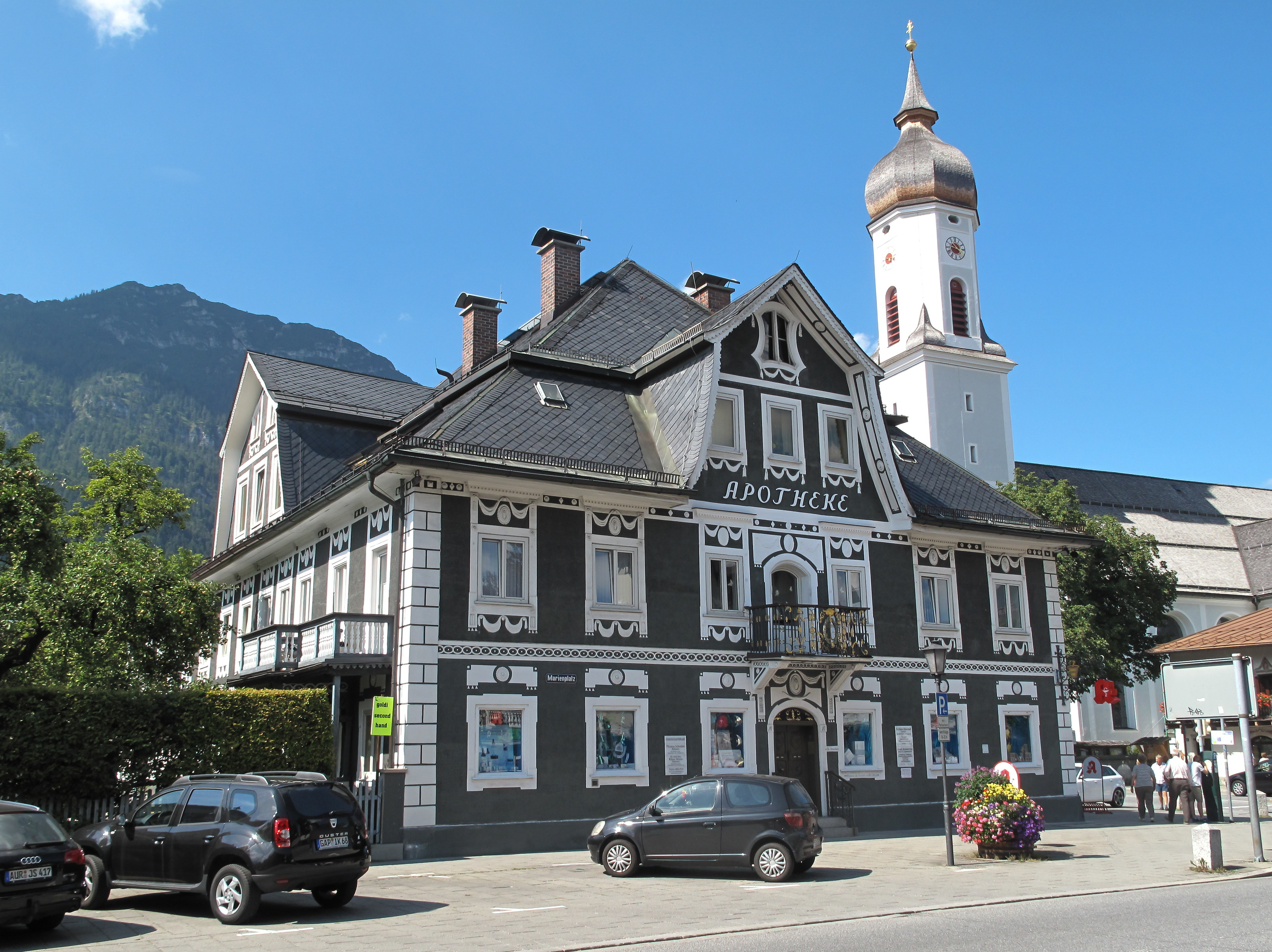
Apotheke Byschl in Garmisch

### Tätigkeiten für seinen Heimatort und dessen Umgebung
Byschl kümmerte sich vielfältig um die Belange seines Heimatortes; die Belebung des Fremdenverkehrs lag ihm besonders am Herzen. 1887 wurden die Anlagen des Wittelsbacher Parks nach seinen Plänen errichtet. Ebenso wurden auf seine Anregung hin zahlreiche Bäume angepflanzt.
Am 6. Dezember 1897 veröffentlichte er eine Denkschrift zur Weiterentwicklung der Schnitzschule. Er bewirkte damit die Angliederung des Fachkurses für Schreinerei an die Distrikts-Schnitzschule.
In den Jahren 1901/1902 setzte er sich vehement für den Bau einer Bahnlinie Innsbruck-Mittenwald-Garmisch-Partenkirchen ein. Er war Schriftführer des Eisenbahnkomitees und verfasste drei große Denkschriften, darunter eine polemische gegen die ablehnende Haltung der Münchner Handelskammer. Nach Inbetriebnahme der Strecke vollzog sich ein enormer Verkehrsaufschwung. Die bayerische Staatsregierung dankte ihm hierfür mit der Verleihung des Ordens vom Heiligen Michael.
Während des Ersten Weltkrieges fand er nur Verwendung im Heimatdienst, da er als zu alt befunden wurde und trotz freiwilliger Meldung nicht zum Kriegsdienst eingezogen werden konnte. Nach der Revolution 1918 war er Mitglied des Volksrates sowie kurzzeitig Vorsitzender des Bezirksrates. Diese Ämter musste er wegen seiner angeschlagenen Gesundheit aufgeben.
Als Mitglied des Zugspitzbahnkomitees setzte er sich engagiert für den Bau der Zugspitzbahn ein. 1924 hatte das Bayerische Handelsministerium gegen den Bau der Bahn votiert. Schließlich wurde sie doch gebaut und 1930 fertiggestellt. Byschl konnte voller Stolz deren Einweihung erleben.
Ein weiteres Anliegen Byschls war der Zusammenschluss der Fremdenverkehrsgemeinden in Oberbayern mit dem Ziel gemeinsamer Werbemaßnahmen. Dieses führte zur Gründung des „Vereins zur Förderung des Fremdenverkehrs in München und im Bayerischen Hochland“.

### Gründung der Sektion Garmisch-Partenkirchen des Deutschen und Österreichischen Alpenvereins
Byschl suchte mit einem Rundschreiben Gleichgesinnte für sein Vorhaben, einen eigenen Verein innerhalb des Deutschen und Österreichischen  Alpenvereins zu etablieren, zu gewinnen und lud zu einer Versammlung am 24. September 1887 ein. Hier wurde beschlossen, einen Verein zu gründen und am 28. September 1887 eine Gründungsversammlung durchzuführen. Zum ersten Vorsitzenden sollte Byschl ernannt werden. Er lehnte wegen anderer Verpflichtungen ab, so dass Wilhelm Volk zum Vereinsvorsitzenden gewählt wurde.

### Ehrungen und Auszeichnungen
- 12. Oktober 1922 Ehrenbürger der Stadt Garmisch-Partenkirchen
- Verdienstorden vom Heiligen Michael IV. Klasse mit Krone
- Ehrenmitglied im „Verein zur Förderung des Fremdenverkehrs in München und im Bayerischen Hochland“

### Schriften
„Die volkswirtschaftliche Bedeutung des Fremdenverkehrs – ein Einzelbeispiel im Lichte der Statistik“